# Juice Newton
Juice Newton (* jako Judith Kay Newton; 18. února 1952) je americká zpěvačka a kytaristka. Žánrově ji lze zařadit nejspíše do country rocku nebo do pop rocku. Dosud nahrála 17 alb a řadu singlů, mimo to vyšlo i několik kompilačních alb. Na počátku své hudební kariéry vystupovala s Othou Youngem. S ním a s Tomem Kealeym vytvořila skupinu Juice Newton & Silver Spur. Od roku 1977 vystupuje sólově s doprovodnou skupinou. Jejími největšími hity jsou Angel of the Morning, Queen of Hearts, Break It to Me Gently, The Sweetest Thing (I've Ever Known) a Love's Been a Little Bit Hard on Me. Juice Newton obdržela řadu ocenění, včetně ceny Grammy, a má ve své diskografii několik zlatých a platinových alb. Je vdaná za Toma Goodspeeda a má dvě děti.

## Diskografie
Alba
- Juice Newton & Silver Spur (1975)
- After the Dust Settles (1976)
- Come to Me (1977)
- Well Kept Secret (1978)
- Take Heart (1979)
- Juice (1981)
- Quiet Lies (1982)
- Dirty Looks (1983)
- Can't Wait All Night (1984)
- Old Flame (1985)
- Emotion (1987)
- Ain't Gonna Cry (1989)
- The Trouble with Angels (1998)
- American Girl (1999)
- American Girl, Volume 2 (2003)
- The Gift of Christmas (2007)
- Duets: Friends & Memories (2010)

Kompilační alba (výběr)
- Greatest Hits (1984)
- The Ultimate Hits Collection (2011)

Live album
- Every Road Leads Back to You (2002)

## Coververze písniček do češtiny
- Angel of the Morning – Dál jen vejdi (Věra Martinová, 1988), Anděl tvého rána (Hana Horecká, 2004)
- Queen of Hearts – Spěchám (Hana Zagorová, 1983), Je to konec, marná sláva (Barbora Lišková, 1983)
- Shot Full of Love – Nezačínej zas o tom všem (Heidi Janků, 1985)